# Wuchengcultuur
De Wuchengcultuur (吴城文化) was een cultuurstroom in de Bronstijd, die ontstaan was in Jiangxi, China. De oorspronkelijke site, verdeeld over vier vierkante kilometer, werd ontdekt in 1973 in Zhangshu. De Wuchengcultuur ontwikkelde zich waarschijnlijk in reactie op de culturele contacten met de groeiende Erligangcultuur; een cultuur die lokale tradities verwierp. Tevens was de Wuchengcultuur waarschijnlijk verantwoordelijk voor de sterke daling van volgers van de Panlongchengcultuur. De cultuur was een duidelijke tijdgenoot van Sanxingdui en Yinxu.
De cultuur staat bekend om zijn opvallende geometrische aardewerk en bronzen klokken. Het aardewerk is gemerkt met een tot op heden niet-ontcijferd schrift.